# Athelia alnicola
Athelia alnicola är en svampart som först beskrevs av Bourdot & Galzin, och fick sitt nu gällande namn av Jülich 1972. Athelia alnicola ingår i släktet Athelia och familjen Atheliaceae.   Inga underarter finns listade i Catalogue of Life.